# Mohamed Salah
Mohamed Salah Hamed Mahrous Ghaly (arabsky محمد صلاح حامد محروس غالي; , narozen 15. června 1992) je egyptský profesionální fotbalista, který hraje na pozici křídelníka za anglický klub Liverpool FC a za egyptský národní tým.
V lednu 2014 byl vyhlášen nejlepším hráčem švýcarské Super League za rok 2013. Získal cenu Africký fotbalista roku za roky 2017 a 2018. V září 2018 získal Cenu Ference Puskáse za nejkrásnější gól roku, který vstřelil do sítě Evertonu v Merseyside derby.
Ve dresu Liverpoolu se stal dvakrát nejlepším střelcem anglické ligy Premier League, a to v sezónách 2017/18 a 2018/19 (dělené první místo). V sezóně 2017/18 byl mimo toho vyhlášen nejlepším hráčem této soutěže. V sezóně 2019/20 ji pomohl Liverpoolu po 30 letech vyhrát. Ve dvou sezónách před tou mistrovskou s klubem dosáhl finále Ligy mistrů UEFA a ve druhém případě v ní triumfoval.
V roce 2018 si se spoluhráči z reprezentace Egypta zahrál na Mistrovství světa v Rusku. Pro Egypt to byl první světový šampionát po 28 letech.

## Klubová kariéra
V letech 2010–2012 hrál v egyptském klubu Al Mokawloon, kde dříve nastupoval v mládežnických týmech. Následně přestoupil do švýcarského klubu FC Basel 1893. S Basilejí vyhrál švýcarskou ligu (titul získal v sezoně 2012/13).

### Chelsea
V lednu 2014 jej koupil anglický klub Chelsea FC za cca 11 milionů liber. Salah zaujal představitele Chelsea ve vzájemných dvou zápasech podzimní skupinové části Ligy mistrů 2013/14, v nichž dvakrát skóroval (a Chelsea v obou případech prohrála). Zájem o něj měl ještě jiný anglický klub Liverpool FC.
Svoji první trefu v dresu The Blues si připsal 23. března 2014 v londýnském derby proti Arsenalu. V 71. minutě vstřelil šestý gól zápasu. Chelsea městského rivala rozdrtila vysoce 6:0.

### ACF Fiorentina (hostování)
30. 1. 2015 se se přesunul do italské Fiorentiny na 18měsíční hostování.
Debutoval 8. února v zápase s Atalantou, když v 65. minutě vystřídal Joaquína (výhra 3:2). První gól si připsal 14. února proti Sassuolo (výhra 3:1).
První start v Evropské lize v dresu Fiorentiny si připsal 19. února 2015 v osmifinále proti anglickému Tottenhamu. Fiorentina remízovala na hřišti soupeře 1:1. V odvetě na Stadio Artemio Franchi vstřelil svůj první gól v Evropské lize za Fiorentinu. Trefil se v 71. minutě a svým gólem pomohl k výhře 2:0. Fiorentina s celkovým skórem 3:1 postoupila do čtvrtfinále, kde narazila na AS Řím.

### AS Řím
A právě do AS Řím Salah odešel v srpnu 2015 na další hostování s opcí na koupi, kde si připsal 14 gólů v 34 zápasech. V srpnu 2016 se stal hráčem AS a vstřelil 15 branek. Poslední zápas za Řím odehrál 28. května 2017 proti Janovu. Na hřiště přišel jako střídající hráč když vystřídal legendu klubu Francesca Tottiho, který odehrál za Řím svůj poslední duel a ukončil kariéru. AS Řím vyhrál zápas s Janovem 3:2.

### Liverpool FC

#### 2017/2018

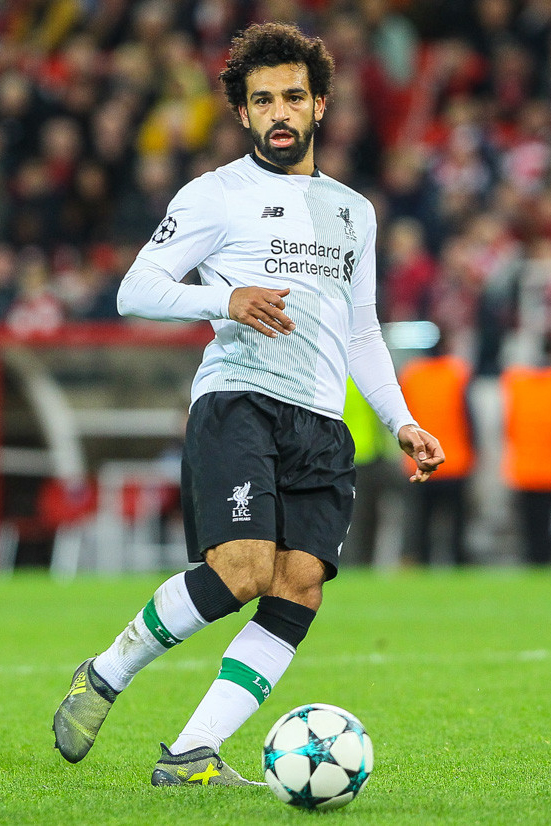
Mohamed Salah během své první sezóny za Liverpool (září 2017)

V AS podával kvalitní výkony, a tak jej v červenci 2017 koupil anglický Liverpool FC, a tak s klubem podepsal dlouhodobý kontrakt za 36,5 milionu britských liber ročně, který se mohl zvýšit na 43 milionů liber. Částka byla klubový rekord, přičemž zastínil 35 milionů liber vynaložených na Andyho Carrolla v roce 2011. První duel za The Reds odehrál 12. srpna 2017 proti Watfordu. Při remíze 3:3 vstřelil jeden gól. Salah vstřelil 24. srpna svůj druhý gól v dresu Liverpoolu, když v play-off Ligy mistrů UEFA 2017/18 zvítězil proti Hoffenheimu 4:2 (souhrnný výsledek 6:3), což byl jeho první gól na Anfieldu. O tři dny později Salah skóroval a asistoval při gólu při vítězství 4:0 nad Arsenalem. Salah byl za své srpnové výkony příznivci Liverpoolu oceněn jako hráč měsíce. Salah 17. října dvakrát vsítil gól při výhře v zápase Ligy mistrů 7:0 nad Mariborem.
26. listopadu Salah skóroval a odmítl oslavovat při domácí remíze 1:1 se svým bývalým týmem Chelsea z důvodu respektu vůči klubu a obětí útoku na mešitu Severní Sinaj o dva dny dříve. Salah se dostal na první místo v žebříčku střelců Premier League díky dvěma gólům, když 29. listopadu nastoupil jako náhradník v Stoke City při výhře 3:0. Následující měsíc pomohl Salah gólem k výhře 4:0 nad AFC Bournemouth; Liverpool se tak stal prvním týmem v historii Premier League, který vyhrál čtyři po sobě jdoucí zápasy venku s rozdílem minimálně tří gólů.
17. března 2018 vstřelil Salah čtyři góly při výhře 5:0 nad Watfordem, což byl jeho první hattrick pro Liverpool. V této sezóně anglické Premier League se stal nejlepším střelcem. S Liverpoolem se také probojoval do finále Ligy mistrů s Realem Madrid, kde ve třicáté minutě utrpěl zranění ramene v souboji se Sergiem Ramosem a byl nucen střídat.

#### 2018/2019

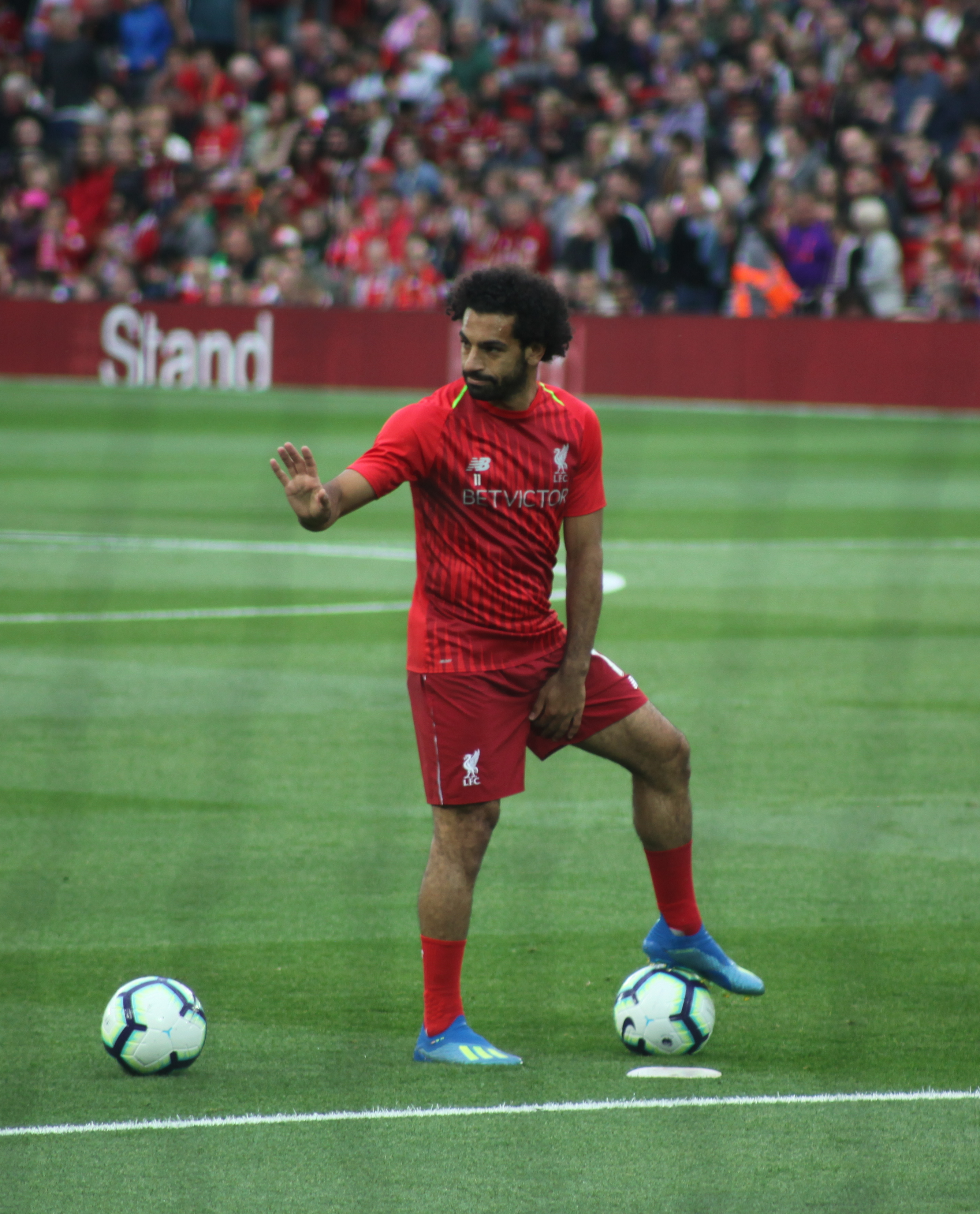
Příprava před Salahovou druhou sezónou (srpnový trénink 2018)

Sezónu 2018/2019 Salah odstartoval velmi zajímavě. V Premier League si Salah otevřel střelecký účet 12. srpna 2018 v prvním kole proti West Hamu. Při výhře 4:0 vstřelil první gól. Skóroval i proti Brightonu, Southamptonu, Huddersfieldu, Cardiffu a Fulhamu. V Lize mistrů odehrál duely proti PSG (výhra 3:2), Neapoli (prohra 1:0), Crvené Zvezda Bělehrad (výhra 4:0), Salah dal 2 góly.
30. srpna 2018 byl Salah zařazen do užšího výběru tří mužů soutěže o nejlepšího hráče roku UEFA, v němž skončil na třetím místě, a byl také zařazen do užšího výběru tří mužů pro útočníka sezóny UEFA. V září roku 2018 kontroverzně získal Cenu Ference Puskáse za nejkrásnější gól roku, který vstřelil do sítě Evertonu v Merseyside derby.
8. prosince Salah vstřelil hattrick při výhře hostí 4:0 nad Bournemouthem, čímž se Liverpool posunul na čelo ligové tabulky. 11. prosince vstřelil vítězný gól při výhře 1:0 nad Neapolí ve svém posledním zápase ve skupině Ligy mistrů, čímž se Liverpool kvalifikoval do osmifinále. 19. ledna 2019 vstřelil svůj 50. gól v Premier League při výhře 4:3 nad Crystal Palace, když tuto bilanci dosáhl v 72 vystoupeních. V únoru 2019 West Ham začal vyšetřovat videozáznam, ve kterém několik fanoušků rasově atakuje Salaha včetně jeho muslimské víry. Vyšetřování, které vedlo k zákazu vstupu jednoho fanouška na stadiony na tři roky.
V Lize mistrů nastoupil do odvety semifinále proti FC Barcelona, do níž Reds nastupovali s tříbrankový mankem. V odvetě se jim podařilo porazit Katalánce 4:0 a to znamenalo postup do finále kde se setkali s Tottenhamem. V této sezóně tak s Liverpoolem konečně vyhrál finále Ligy mistrů proti Tothemhamu Hotspur, kde dal gól hned ve druhé minutě. Zápas skončil výsledkem 2:0 pro Liverpool. Salah je tedy vítězný finalista Ligy mistrů.

#### 2019/2020

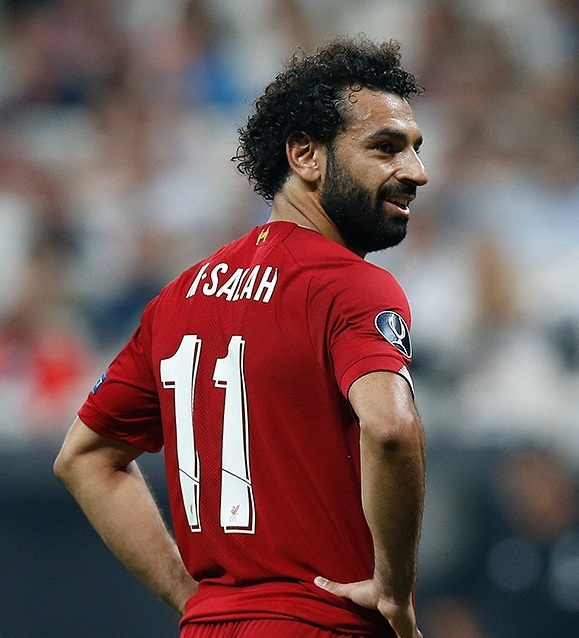
Salah při zápase Superpoháru UEFA v létě 2019

Úvodní ligový zápas sezóny 2019/20 se odehrál 9. srpna 2019 a Salah v něm vstřelil druhý gól domácího Liverpoolu při výhře 4:1 nad Norwichem. O pět dní později čelil Chelsea v evropském superpoháru a v tomto duelu rozhodl o výhře 5:4 proměněnou pátou penaltou v penaltovém rozstřelu. V průběhu prosince zaznamenal stovku startů v Premier League, v jubilejním vítězném zápase proti Bournemouthu (3:1) dal svůj 63. gól v této soutěži. Do té doby jen tři další fotbalisté dali za prvních sto zápasů více gólů – Alan Shearer (79), Ruud van Nistelrooy (68) a Sergio Agüero (64). Ve finále Mistrovství světa klubů FIFA 21. prosince 2019 byl u výhry 1:0 nad Flamengem. Salah obdržel cenu „Zlatý míč“ pro nejlepšího hráče turnaje.
Dne 19. ledna 2020 vstřelil gól v 93. minutě a zpečetil domácí výhru 2:0 v derby proti Manchesteru United. Proti Bournemouthu 7. března pomohl vyhrát 2:1 srovnávacím gólem, šlo mimo jiné o jeho 100. zápas Premier League za Liverpool. Salah kromě toho vstřelil 20 gólů napříč soutěžemi ve třetí sezóně po sobě, což se v liverpoolském dresu naposledy zdařilo Michaelu Owenovi v sezónách 2000/01 až 2002/03. Dne 24. června pomohl doma jedním gólem vyhrát 4:0 nad Crystal Palace, čímž měl Liverpool na dosah první mistrovský titul po 30 letech a po zaváhání konkurence jej opravdu získal.

#### 2020/2021
Hattrickem do sítě Leedsu 12. září zahájil Salah novou sezónu Premier League při výhře 4:3 nad tímto soupeřem.
Dne 17. října se jedním gólem přičinil o venkovní remízu 2:2 s městským rivalem Evertonem. Byl to jeho 100. gól ve dresu Liverpoolu.
Na konci ledna 2021 se dvakrát trefil proti West Hamu a přispěl k venkovní výhře 3:1. Čtvrtý rok v řadě tak dokázal překlenout dvacetigólovou hranici ve všech soutěžích, což se ve dresu Liverpoolu naposledy zdařilo Ianu Rushovi šest sezón po sobě (1981/82 až 1986/87). Druhý z gólů byl oceněn jako soutěžní gól měsíce (Budweiser Goal of the Month).

#### 2021/2022
Salah se 14. srpna 2021 dvakrát gólově prosadil proti Norwichi, navrch přidal asistenci a pomohl vyhrát úvodní ligové utkání sezóny 2021/22 výsledkem 3:0 venku. 12. září vstřelil svůj stý gól v Premier League, a to do sítě Leedsu United. 25. září vstřelil ligový gól s číslem sto i v dresu Liverpoolu, a to když se prosadil proti Brentfordu při remíze 3:3.
Egypťanova forma se držela v září i říjnu, v říjnovém skupinovém zápase v Lize mistrů dal gól v devátém zápase v řadě napříč soutěžemi. Toho večera vstřelil góly dva (druhý gól z penalty) a pomohl vyhrát venkovní zápas proti Atlétiku Madrid 3:2. I po tomto zápase tak Liverpool zůstával ve všech soutěžích neporažen. Derby o severozápadní Anglii 24. října skončilo výhrou Liverpoolu 5:0 na půdě Manchesteru United a hattrickem se o to přičinil Salah skórující v 10. zápase za sebou. Zároveň překonal Didiera Drogbu (104 gólů) v počtu gólů vstřelených v Premier League fotbalistou z Afriky (nově 107 gólů).
Dne 7. prosince otevřel Salah skóre zápasu Ligy mistrů proti AC Milán, který skončil vítězstvím 2:1. Liverpool se tak stal historicky prvním anglickým týmem, který vyhrál všech šest zápasů základní skupiny Ligy mistrů. Jednalo se také o Salahův dvacátý gól v sezóně, díky čemuž se stal prvním hráčem Liverpoolu od Iana Rushe, který vstřelil 20 gólů v pěti po sobě jdoucích sezónách. 19. února 2022 se Salah stal 10. hráčem, který vstřelil 150 gólů v dresu Liverpoolu, a to když se prosadil při výhře 3:1 nad Norwichem.
Proti Realu Madrid ve finále Ligy mistrů nastoupil 28. května 2022 na Stade de France v základní sestavě a vytvořil si několik gólových příležitostí, jeho Liverpool však soupeři podlehl výsledkem 0:1.

## Reprezentační kariéra
Salah reprezentoval Egypt v mládežnické kategorii U20. Zúčastnil se Mistrovství světa hráčů do 20 let 2011 v Kolumbii, kde Egypt podlehl v osmifinále Argentině 1:2.
S egyptským výběrem do 23 let se zúčastnil Letních olympijských her 2012 v Londýně, kde egyptský tým vypadl ve čtvrtfinále po porážce 0:3 s Japonskem.
Od roku 2011 je členem egyptského národního týmu. Od roku 2019 v něm má svěřenou roli kapitána.
V kvalifikaci na Mistrovství světa 2018 vstřelil pět gólů včetně dvou do sítě Konga v říjnu 2017. Právě výhra 2:1, při níž se Salah prosadil z penalty v nastaveném čase, rozhodla o postupu Egypta na závěrečný turnaj prvně od roku 1990. Salah byl zařazen na soupisku pro Mistrovství světa navzdory neshodám s národním fotbalovým svazem a zranění z finále Ligy mistrů a nebyl k dispozici pro první zápas proti Uruguayi, ve kterém Egypt 0:1 prohrál. Proti Rusku (1:3) a Saúdské Arábii (1:2) dal oba góly Egypta na turnaji, ale národní tým se po třech prohrách rozloučil s turnajem už po skupinách.
Na začátku ledna roku 2022 odcestoval na Africký pohár národů pořádaný Kamerunem, jenž se kvůli pandemii covidu-19 posunul o rok od plánovaného roku 2021. Po úvodní prohře s Nigérií 11. ledna výsledkem 0:1 se Salah zasadil o výhru 1:0 nad Guineou-Bissau. Po osmifinálovém postupu přes Pobřeží slonoviny v penaltovém rozstřelu měl Egypt na kontě dva vstřelené góly v základní hrací době. Ve čtvrtfinále proti Maroku 30. ledna srovnával Salah na 1:1 a v prodloužení překonal trojici obránců, než nahrál na později vítězný Trézéguetův gól na 2:1. Přes Kamerun postoupil Egypt do finále po dalším penaltovém rozstřelu. Proti Senegalu a svému klubovému spoluhráči Sadio Manému neuspěl a 6. února podruhé v kariéře odcházel z finále Afrického poháru národů jako poražený.

## Statistiky

### Klubové
K 19. únoru 2022
| Klub                 | Sezóna  | Liga           | Liga   | Liga | Národní pohár | Národní pohár | Ligový pohár | Ligový pohár | Evropské poháry | Evropské poháry | Ostatní | Ostatní | Celkem | Celkem |
| Klub                 | Sezóna  | Liga           | Zápasy | Góly | Zápasy        | Góly          | Zápasy       | Góly         | Zápasy          | Góly            | Zápasy  | Góly    | Zápasy | Góly   |
| -------------------- | ------- | -------------- | ------ | ---- | ------------- | ------------- | ------------ | ------------ | --------------- | --------------- | ------- | ------- | ------ | ------ |
| Al Mokawloon Al Arab | 2009/10 | Premier League | 3      | 0    | 2             | 0             | —            | —            | —               | —               | —       | —       | 5      | 0      |
| Al Mokawloon Al Arab | 2010/11 | Premier League | 20     | 4    | 4             | 1             | —            | —            | —               | —               | —       | —       | 24     | 5      |
| Al Mokawloon Al Arab | 2011/12 | Premier League | 15     | 7    | 0             | 0             | —            | —            | —               | —               | —       | —       | 15     | 7      |
| Al Mokawloon Al Arab | Celkem  | Celkem         | 38     | 11   | 6             | 1             | 0            | 0            | 0               | 0               | 0       | 0       | 44     | 12     |
| Basilej              | 2012/13 | Super League   | 29     | 5    | 5             | 3             | —            | —            | 16              | 2               | —       | —       | 50     | 10     |
| Basilej              | 2013/14 | Super League   | 18     | 4    | 1             | 1             | —            | —            | 10              | 5               | —       | —       | 29     | 10     |
| Basilej              | Celkem  | Celkem         | 47     | 9    | 6             | 4             | 0            | 0            | 26              | 7               | 0       | 0       | 79     | 20     |
| Chelsea              | 2013/14 | Premier League | 10     | 2    | 1             | 0             | 0            | 0            | 0               | 0               | —       | —       | 11     | 2      |
| Chelsea              | 2014/15 | Premier League | 3      | 0    | 1             | 0             | 2            | 0            | 2               | 0               | —       | —       | 8      | 0      |
| Chelsea              | Celkem  | Celkem         | 13     | 2    | 2             | 0             | 2            | 0            | 2               | 0               | 0       | 0       | 19     | 2      |
| Fiorentina (host.)   | 2014/15 | Serie A        | 16     | 6    | 2             | 2             | —            | —            | 8               | 1               | —       | —       | 26     | 9      |
| AS Řím (host.)       | 2015/16 | Serie A        | 34     | 14   | 1             | 0             | —            | —            | 7               | 1               | —       | —       | 42     | 15     |
| AS Řím               | 2016/17 | Serie A        | 31     | 15   | 2             | 2             | —            | —            | 8               | 2               | —       | —       | 41     | 19     |
| AS Řím               | Celkem  | Celkem         | 65     | 29   | 3             | 2             | —            | —            | 15              | 3               | —       | —       | 83     | 34     |
| Liverpool            | 2017/18 | Premier League | 36     | 32   | 1             | 1             | 0            | 0            | 15              | 11              | —       | —       | 52     | 44     |
| Liverpool            | 2018/19 | Premier League | 38     | 22   | 1             | 0             | 1            | 0            | 12              | 5               | —       | —       | 52     | 27     |
| Liverpool            | 2019/20 | Premier League | 34     | 19   | 2             | 0             | 0            | 0            | 8               | 4               | 4       | 0       | 48     | 23     |
| Liverpool            | 2020/21 | Premier League | 37     | 22   | 2             | 3             | 1            | 0            | 10              | 6               | 1       | 0       | 51     | 31     |
| Liverpool            | 2021/22 | Premier League | 23     | 17   | 0             | 0             | 0            | 0            | 7               | 8               | —       | —       | 30     | 25     |
| Liverpool            | Celkem  | Celkem         | 168    | 112  | 6             | 4             | 2            | 0            | 52              | 34              | 5       | 0       | 233    | 150    |
| Celkem               | Celkem  | Celkem         | 346    | 166  | 25            | 13            | 4            | 0            | 103             | 45              | 5       | 0       | 483    | 224    |

### Reprezentační
K 6. únoru 2022
| Egypt  | Egypt  | Egypt |
| Rok    | Zápasy | Góly  |
| ------ | ------ | ----- |
| 2011   | 2      | 1     |
| 2012   | 15     | 7     |
| 2013   | 10     | 9     |
| 2014   | 9      | 5     |
| 2015   | 4      | 2     |
| 2016   | 6      | 5     |
| 2017   | 11     | 5     |
| 2018   | 6      | 7     |
| 2019   | 5      | 2     |
| 2020   | 0      | 0     |
| 2021   | 7      | 2     |
| 2022   | 7      | 2     |
| Celkem | 82     | 47    |

#### Reprezentační góly
Skóre a výsledky Egyptu jsou vždy zapisovány jako první
| Gól | Datum              | Místo                                                      | Soupeř                  | Skóre | Výsledek          | Soutěž                                   |
| --- | ------------------ | ---------------------------------------------------------- | ----------------------- | ----- | ----------------- | ---------------------------------------- |
| 1.  | 8. října 2011      | Cairo International Stadium, Káhira, Egypt                 | Niger                   | 2:0   | 3:0               | Kvalifikace na Africký pohár národů 2012 |
| 2.  | 27. února 2012     | Thani bin Jassim Stadium, Dauhá, Katar                     | Keňa                    | 1:0   | 5:0               | Přátelský zápas                          |
| 3.  | 29. března 2012    | Khartoum Stadium, Chartúm, Súdán                           | Uganda                  | 1:1   | 2:1               | Přátelský zápas                          |
| 4.  | 31. března 2012    | Khartoum Stadium, Chartúm, Súdán                           | Čad                     | 1:0   | 4:0               | Přátelský zápas                          |
| 5.  | 22. května 2012    | Al Merrikh Stadium, Omdurmán, Súdán                        | Togo                    | 2:0   | 3:0               | Přátelský zápas                          |
| 6.  | 22. května 2012    | Al Merrikh Stadium, Omdurmán, Súdán                        | Togo                    | 3:0   | 3:0               | Přátelský zápas                          |
| 7.  | 10. června 2012    | Stade du 28 Septembre, Konakry, Guinea                     | Guinea                  | 3:2   | 3:2               | Kvalifikace na Mistrovství světa 2014    |
| 8.  | 15. června 2012    | Borg El Arab Stadium, Alexandrie, Egypt                    | Středoafrická republika | 2:1   | 2:3               | Kvalifikace na Africký pohár národů 2013 |
| 9.  | 6. února 2013      | Estadio Vicente Calderón, Madrid, Španělsko                | Chile                   | 1:2   | 1:2               | Přátelský zápas                          |
| 10. | 22. března 2013    | Borg El Arab Stadium, Alexandrie, Egypt                    | Svazijsko               | 2:0   | 10:0              | Přátelský zápas                          |
| 11. | 22. března 2013    | Borg El Arab Stadium, Alexandrie, Egypt                    | Svazijsko               | 3:0   | 10:0              | Přátelský zápas                          |
| 12. | 9. června 2013     | National Sports Stadium, Harare, Zimbabwe                  | Zimbabwe                | 2:1   | 4:2               | Kvalifikace na Mistrovství světa 2014    |
| 13. | 9. června 2013     | National Sports Stadium, Harare, Zimbabwe                  | Zimbabwe                | 3:1   | 4:2               | Kvalifikace na Mistrovství světa 2014    |
| 14. | 9. června 2013     | National Sports Stadium, Harare, Zimbabwe                  | Zimbabwe                | 4:2   | 4:2               | Kvalifikace na Mistrovství světa 2014    |
| 15. | 16. června 2013    | Estádio da Machava, Maputo, Mosambik                       | Mosambik                | 1:0   | 1:0               | Kvalifikace na Mistrovství světa 2014    |
| 16. | 14. srpna 2013     | El Gouna Stadium, El Gouna, Egypt                          | Uganda                  | 2:0   | 3:0               | Přátelský zápas                          |
| 17. | 10. září 2013      | El Gouna Stadium, El Gouna, Egypt                          | Guinea                  | 3:2   | 4:2               | Kvalifikace na Mistrovství světa 2014    |
| 18. | 5. března 2014     | Tivoli Neu, Innsbruck, Rakousko                            | Bosna a Hercegovina     | 2:0   | 2:0               | Přátelský zápas                          |
| 19. | 30. května 2014    | Estadio Nacional Julio Martínez Prádanos, Santiago, Chile  | Chile                   | 1:0   | 2:3               | Přátelský zápas                          |
| 20. | 10. října 2014     | Botswana National Stadium, Gaborone, Botswana              | Botswana                | 2:0   | 2:0               | Kvalifikace na Africký pohár národů 2015 |
| 21. | 15. října 2014     | Cairo International Stadium, Káhira, Egypt                 | Botswana                | 2:0   | 2:0               | Kvalifikace na Africký pohár národů 2015 |
| 22. | 19. listopadu 2014 | Stade Mustapha Ben Jannet, Monastir, Tunisko               | Tunisko                 | 1:0   | 1:2               | Kvalifikace na Africký pohár národů 2015 |
| 23. | 14. června 2015    | Borg El Arab Stadium, Alexandrie, Egypt                    | Tanzanie                | 3:0   | 3:0               | Kvalifikace na Africký pohár národů 2017 |
| 24. | 6. září 2015       | Stade Omnisports Idriss Mahamat Ouya, N'Djamena, Čad       | Čad                     | 3:1   | 5:1               | Kvalifikace na Africký pohár národů 2017 |
| 25. | 25. března 2016    | Ahmadu Bello Stadium, Kaduna, Nigérie                      | Nigérie                 | 1:1   | 1:1               | Kvalifikace na Africký pohár národů 2017 |
| 26. | 4. června 2016     | National Stadium, Dar es Salaam, Tanzanie                  | Tanzanie                | 1:0   | 2:0               | Kvalifikace na Africký pohár národů 2017 |
| 27. | 4. června 2016     | National Stadium, Dar es Salaam, Tanzanie                  | Tanzanie                | 2:0   | 2:0               | Kvalifikace na Africký pohár národů 2017 |
| 28. | 9. října 2016      | Stade Municipal de Kintélé, Brazzaville, Konžská republika | Konžská republika       | 1:1   | 2:1               | Kvalifikace na Mistrovství světa 2018    |
| 29. | 13. listopadu 2016 | Borg El Arab Stadium, Alexandrie, Egypt                    | Ghana                   | 1:0   | 2:0               | Kvalifikace na Mistrovství světa 2018    |
| 30. | 25. ledna 2017     | Stade de Port-Gentil, Port-Gentil, Gabon                   | Ghana                   | 1:0   | 1:0               | Africký pohár národů 2017                |
| 31. | 1. února 2017      | Stade de l'Amitié, Libreville, Gabon                       | Burkina Faso            | 1:0   | 1:1 (4:3 na pen.) | Africký pohár národů 2017                |
| 32. | 5. září 2017       | Borg El Arab Stadium, Alexandrie, Egypt                    | Uganda                  | 1:0   | 1:0               | Kvalifikace na Mistrovství světa 2018    |
| 33. | 8. října 2017      | Borg El Arab Stadium, Alexandrie, Egypt                    | Konžská republika       | 1:0   | 2:1               | Kvalifikace na Mistrovství světa 2018    |
| 34. | 8. října 2017      | Borg El Arab Stadium, Alexandrie, Egypt                    | Konžská republika       | 2:1   | 2:1               | Kvalifikace na Mistrovství světa 2018    |
| 35. | 23. března 2018    | Letzigrund, Curych, Švýcarsko                              | Portugalsko             | 1:0   | 1:2               | Přátelský zápas                          |
| 36. | 19. června 2018    | Krestovskij stadion, Petrohrad, Rusko                      | Rusko                   | 1:3   | 1:3               | Mistrovství světa 2018                   |
| 37. | 25. června 2018    | Volgograd Arena, Volgograd, Rusko                          | Saúdská Arábie          | 1:0   | 1:2               | Mistrovství světa 2018                   |
| 38. | 8. září 2018       | Borg El Arab Stadium, Alexandrie, Egypt                    | Niger                   | 3:0   | 6:0               | Kvalifikace na Africký pohár národů 2019 |
| 39. | 8. září 2018       | Borg El Arab Stadium, Alexandrie, Egypt                    | Niger                   | 5:0   | 6:0               | Kvalifikace na Africký pohár národů 2019 |
| 40. | 12. října 2018     | Al Salam Stadium, Káhira, Egypt                            | Svazijsko               | 4:0   | 4:1               | Kvalifikace na Africký pohár národů 2019 |
| 41. | 16. listopadu 2018 | Borg El Arab Stadium, Alexandrie, Egypt                    | Tunisko                 | 3:2   | 3:2               | Kvalifikace na Africký pohár národů 2019 |
| 42. | 26. června 2019    | Cairo International Stadium, Káhira, Egypt                 | DR Kongo                | 2:0   | 2:0               | Africký pohár národů 2019                |
| 43. | 30. června 2019    | Cairo International Stadium, Káhira, Egypt                 | Uganda                  | 1:0   | 2:0               | Africký pohár národů 2019                |
| 44. | 29. března 2021    | Cairo International Stadium, Káhira, Egypt                 | Komory                  | 3:0   | 4:0               | Kvalifikace na Africký pohár národů 2021 |
| 45. | 29. března 2021    | Cairo International Stadium, Káhira, Egypt                 | Komory                  | 4:0   | 4:0               | Kvalifikace na Africký pohár národů 2021 |
| 46. | 15. ledna 2022     | Roumdé Adjia Stadium, Garoua, Kamerun                      | Guinea-Bissau           | 1:0   | 1:0               | Africký pohár národů 2021                |
| 47. | 30. ledna 2022     | Stade Ahmadou Ahidjo, Yaoundé, Kamerun                     | Maroko                  | 1:1   | 2:1 (po prod.)    | Africký pohár národů 2021                |

## Úspěchy

### Klubové
FC Basel 1893 (Basilej)
- 2× vítěz švýcarské Super League – 2012/13, 2013/14

Liverpool FC
- 2× vítěz Premier League – 2019/20, 2024/25
- 1× vítěz Ligy mistrů UEFA – 2018/19
- 1× vítěz Superpoháru UEFA – 2019
- 1× vítěz Mistrovství světa klubů FIFA – 2019

### Reprezentační
Egyptská reprezentace
- 1× poražený finalista Afrického poháru národů – 2017

### Individuální
- 2× Zlatá kopačka pro nejlepšího střelce anglické Premier League – 2017/18 (32 gólů), 2018/19 (22 gólů)[6][70]
- 2× Africký fotbalista roku – 2017, 2018[4][5]
- 1× Cena Ference Puskáse – 2018[28]
- 1× Hráč roku švýcarské Super League – 2013[3]
- 1× Hráč sezóny anglické Premier League – 2017/18[6]
- 3× Hráč měsíce anglické Premier League – listopad 2017, únor 2018, březen 2018[6]
- 1× Gól měsíce anglické Premier League – leden 2021
- 2× Tým roku Premier League podle PFA – 2017/18,[71] 2020/21[72]
- 1× Klubový hráč sezóny AS Řím – 2015/16[73]
- 2× Klubový hráč sezóny Liverpoolu FC – 2017/18, 2020/21[70]
- Nejlepší jedenáctka podle ESM – 2017/18[74]